# Monomorium malatu
Monomorium malatu är en myrart som beskrevs av Bolton 1987. Monomorium malatu ingår i släktet Monomorium och familjen myror. Inga underarter finns listade i Catalogue of Life.